# Svein Rosseland
Svein Rosseland (né le 31 mars 1894, mort le 19 janvier 1985) est un astrophysicien norvégien, pionnier dans le domaine de l'astrophysique théorique. Il a donné son nom à un cratère lunaire et à un astéroïde.

## Biographie
Svein Rosseland entre à l'université d'Oslo en 1917 et devient en 1919 professeur assistant du météorologiste Vilhelm Bjerknes à l'école de météorologie de Bergen.
En 1920 il rejoint l'institut de physique (aujourd'hui institut Niels-Bohr).
De 1920 à 1924 il est à l'observatoire du mont Wilson à Pasadena (Californie) en tant que compagnon de la fondation Rockefeller.
Après sa thèse à l'université d'Oslo sur la structure des étoiles il devient professeur de 1928 à 1964 et participe à la création de l'institut d'astrophysique théorique en 1934.
En 1929 et 1930 il est également professeur invité à l'observatoire de l'université Harvard.
En 1934 il crée le journal Astrophysics Norvegica, publié par l'académie des sciences et lettres de Norvège.
L'occupation de la Norvège par l'Allemagne le conduit à l'université de Princeton puis en 1943 à Londres, d'abord pour le développement de radars pour le ministère de la défense puis pour l'étude des explosions sous-marines. À la fin de la guerre il travaille sur des programmes militaires à l'université Columbia.
Il revient en Norvège en 1946 où il travaillera au développement de la recherche avec la création de l'institut de technologie de l'énergie (1948), de l'académie norvégienne de technologie (1955) et l'observatoire solaire d'Harestua (Oppland) en 1954.

## Distinctions[3]

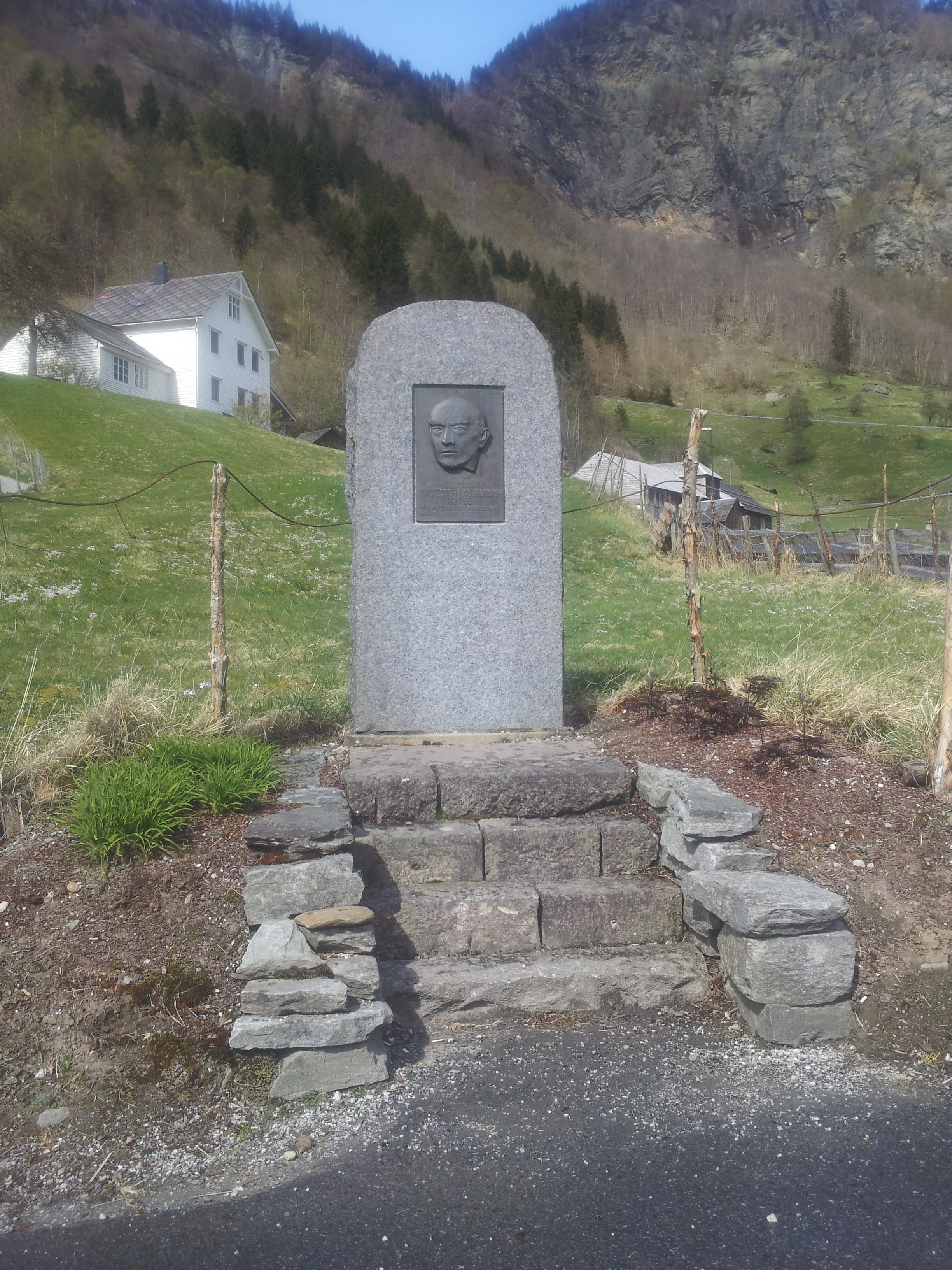
Mémorial à Steindalsfossen, Norvège

- Membre associé de la Royal Astronomical Society, 1935
- Membre de la Royal Institution of Great Britain
- Membre des académies des sciences de Suède, Danemark, Belgique, USA et Inde
- Président et vice-président de l'Académie des sciences de Norvège, 1948-1960
- Commandeur de l'ordre royal norvégien de Saint-Olaf
- Membre du comité scientifique de l'OTAN, 1958-1959
- Chairman de la commission culturelle nordique
- Vice-chairman de l'institut de recherche industrielle, 1949-1951
- Membre du conseil pour la technologie et la science de Norvège
- Membre du conseil de Norsk Hydro's institute of cancer research
- Délégué de la Norvège au Conseil du CERN[4]

Son nom a été donné au bâtiment qui héberge l'institut d'astrophysique théorique de l'université d'Oslo et à l'astéroïde (1646) Rosseland.

## Ouvrages
- The Principle of Quantum Theory, 1930
- On the Stability of Gaseous Stars, University Observatory, Oslo (lire en ligne)
- Astrophysik auf atomtheoretischer Grundlage, 1931
- Theoretical Astrophysics : Atomic Theory and the Analysis of Stellar Atmosphere and Envelopes, Clarendon Press, 1936
- Jorda og universet. Matematisk geografi, 1940
- The Pulsation Theory of Variable Stars, Clarendon Press, 1949